# 天使歌唱在高天
《天使歌唱在高天》（英語：Angels We Have Heard on High）是一首以聖詩曲調「Gloria」填詞的聖誕頌歌，該曲調源自一首來源不明、被稱作「Les Anges dans nos campagnes」的法國傳統歌曲，英語歌詞由主教James Chadwick改寫。該曲主題是路加福音中所描述的耶穌誕生，尤其是在伯利恆外牧羊人遇見一群天使歌唱和讚美新生兒的場景。
本歌是本曲最為流行的英語版本，並被譯為不同語言且廣為流傳。

## 外部連結
- 【天使歌唱在高天】 （页面存档备份，存于） 中文歌詞與曲譜